# 奶油捲製器
奶油刮刀（Butter curler），或稱奶油捲製器，是一種用來製作食用裝飾奶油的廚具。也可用來刮巧克力與蠟。通常被刮物會先冷卻而刮刀會先泡在溫水裡讓切削更加容易。

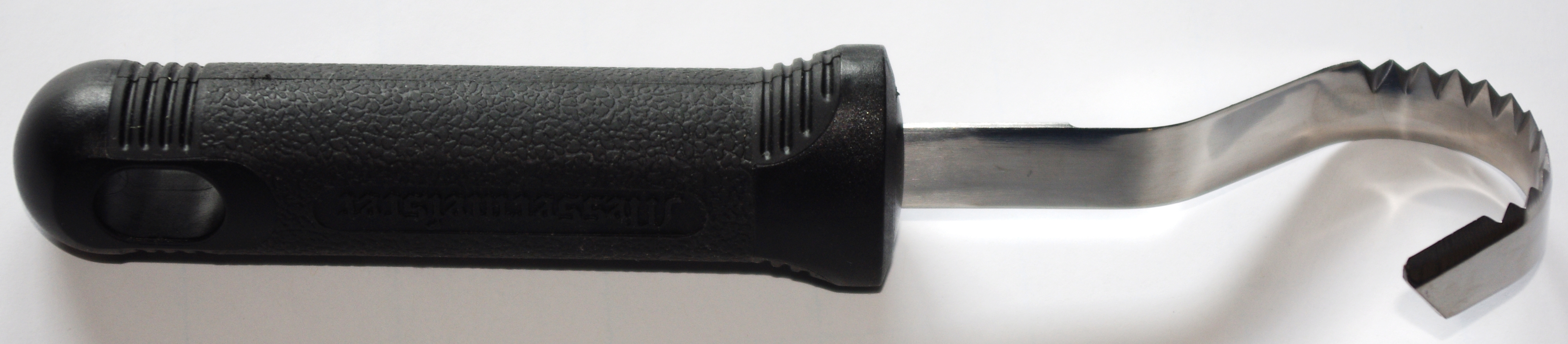
奶油刮刀。

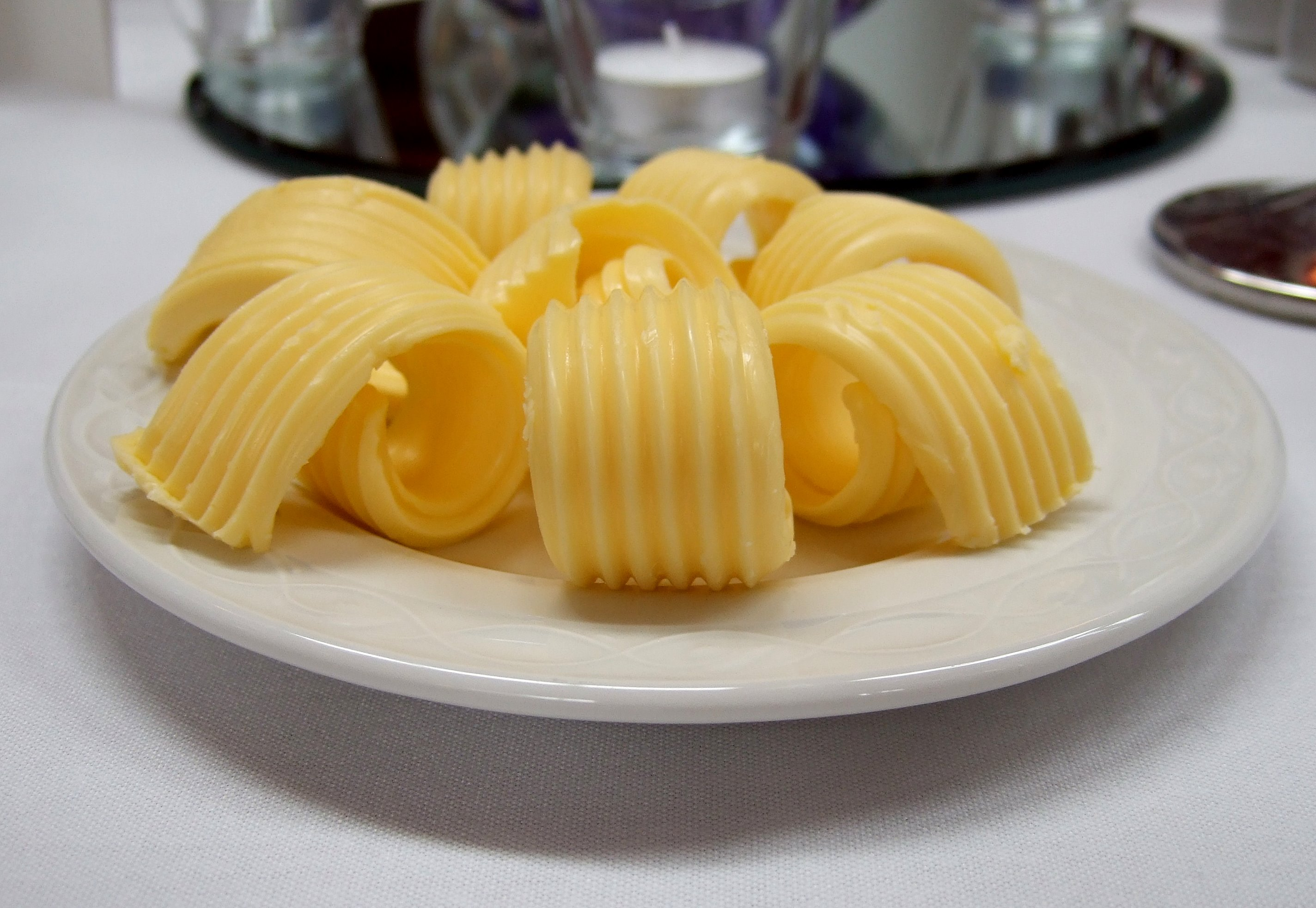
用捲製器製作奶油捲片。